# 盧梭峰

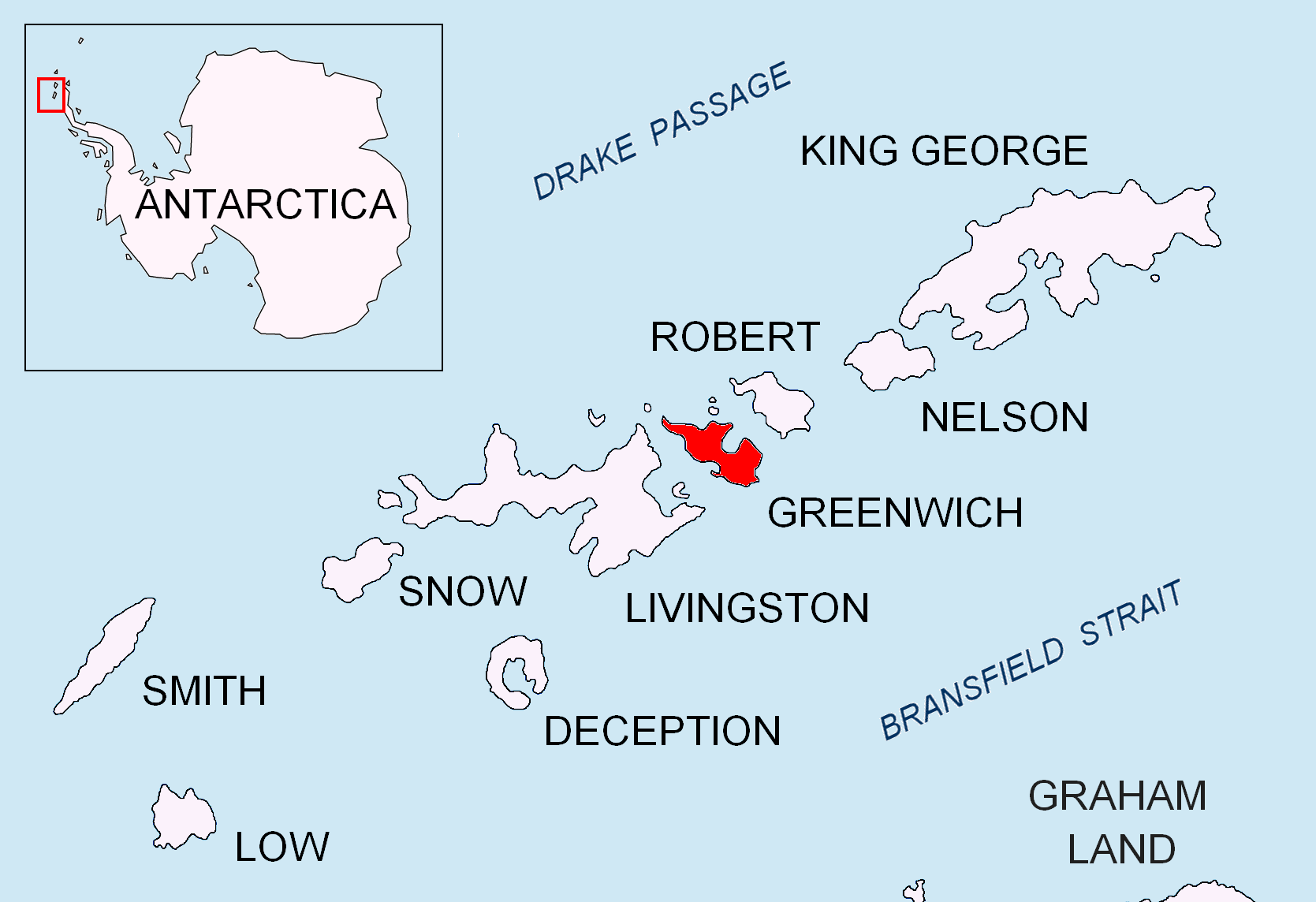

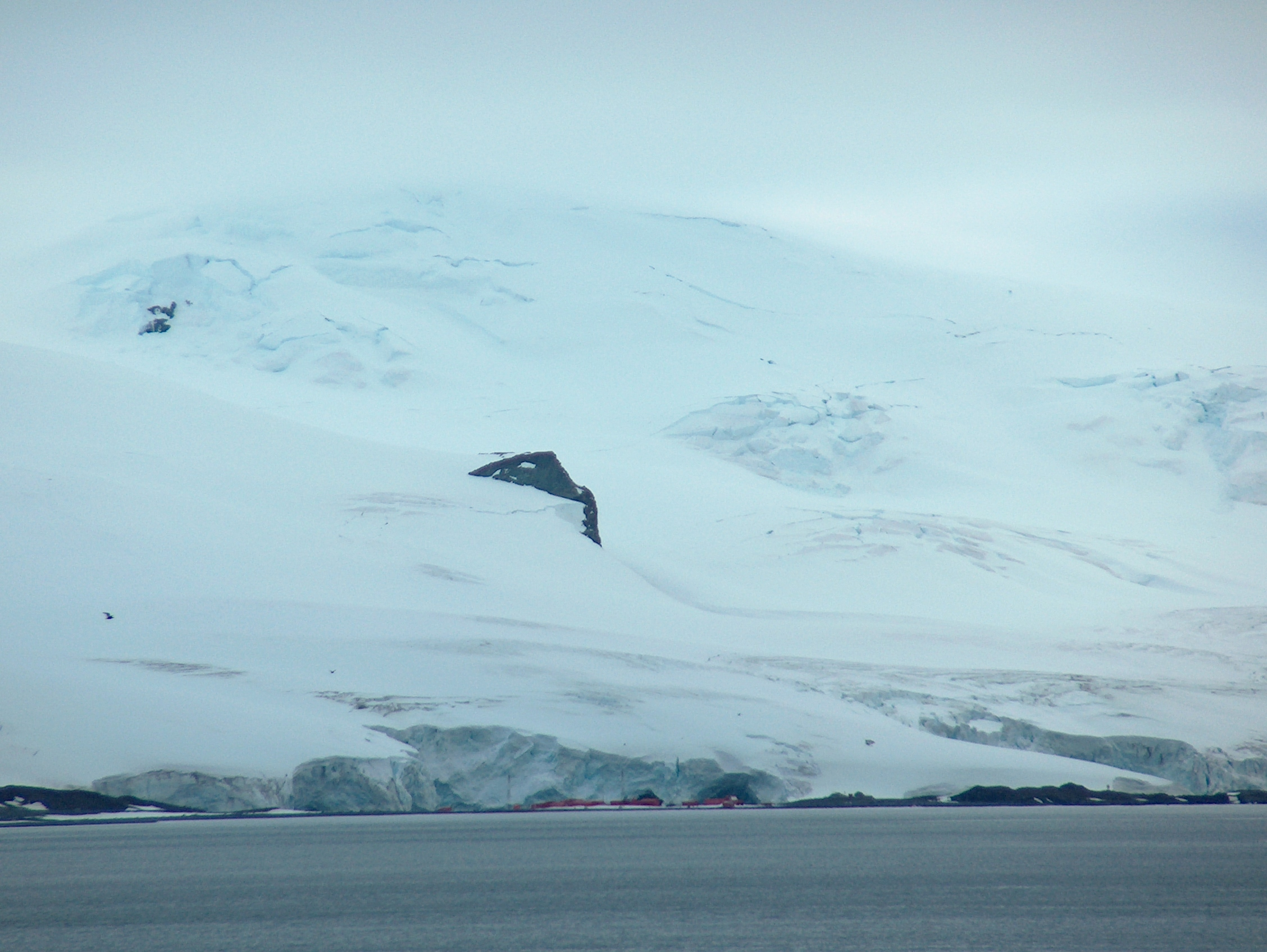

盧梭峰（英語：Rousseau Peak）是南極洲的山峰，位於南設得蘭群島中格林尼治島的布雷茲尼克高地北端，處於洛佩茲冰原島峰西南面1.87公里和博格丹嶺以西4.61公里，海拔高度272公尺。

## 外部連結
- Composite Antarctic Gazetteer（页面存档备份，存于）.

62°29′54″S 59°39′19.5″W / 62.49833°S 59.655417°W